# ملاقات (فیلم ۱۳۶۵)
ملاقات فیلمی به کارگردانی  و نویسندگی خسرو معصومی محصول سال ۱۳۶۵ است.

## بازیگران
- جمشید مشایخی
- پروانه معصومی
- شاپور شهیدی
- سیامک اطلسی
- علیرضا غفاری
- مینا صارمی
- اکبر زنجانپور
- علی رامز
- غلامرضا طباطبایی
- هدایت اله نوید
- سهراب سلیمی
- عباس ناظری نیک
- محمد ورشوچی
- علی دبیری
- اصغر عظیمی
- علی معصومی
- محسن قبادی
- ابراهیم هانیبال
- شریف
- داوود کارگر
- نیره فراهانی